# Bressa
Bressa (Bresse in friulano) è una frazione italiana di 1 185 abitanti del comune di Campoformido nella provincia di Udine.
Si trova ad un'altitudine di 79 m s.l.m. a circa 1 km dal capoluogo e a 7,4 km da Udine.
È collegata ai paesi vicini con 4 strade: Pasian di Prato verso est, Campoformido verso sud, Basiliano verso ovest e Colloredo di Prato verso nord.

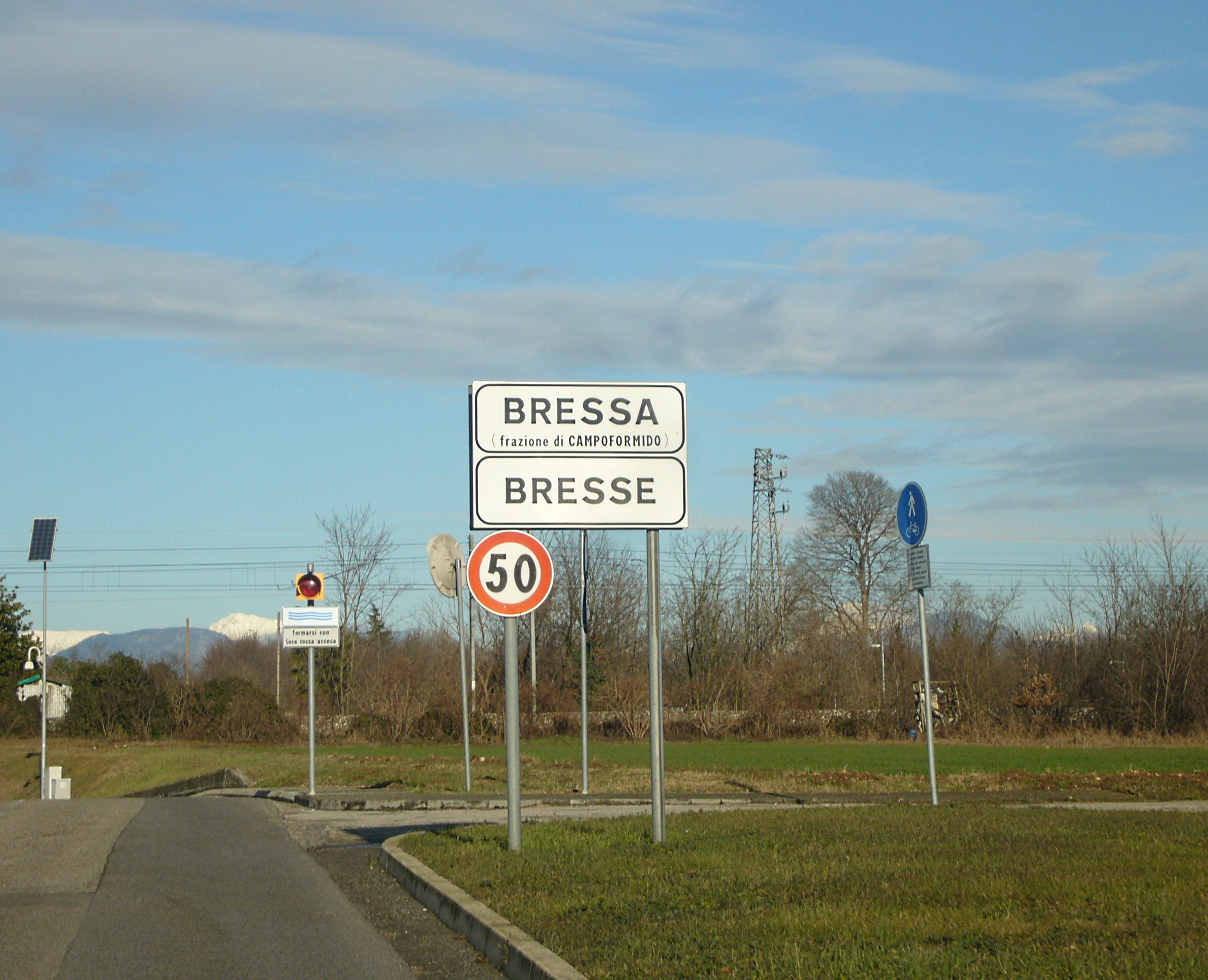
Targa posta all'ingresso del borgo

## Campanile
Accanto alla Chiesa dell'Immacolata Concezione, sorge il campanile di 78 metri che risulta essere il più alto della Regione, dopo quello di Mortegliano.

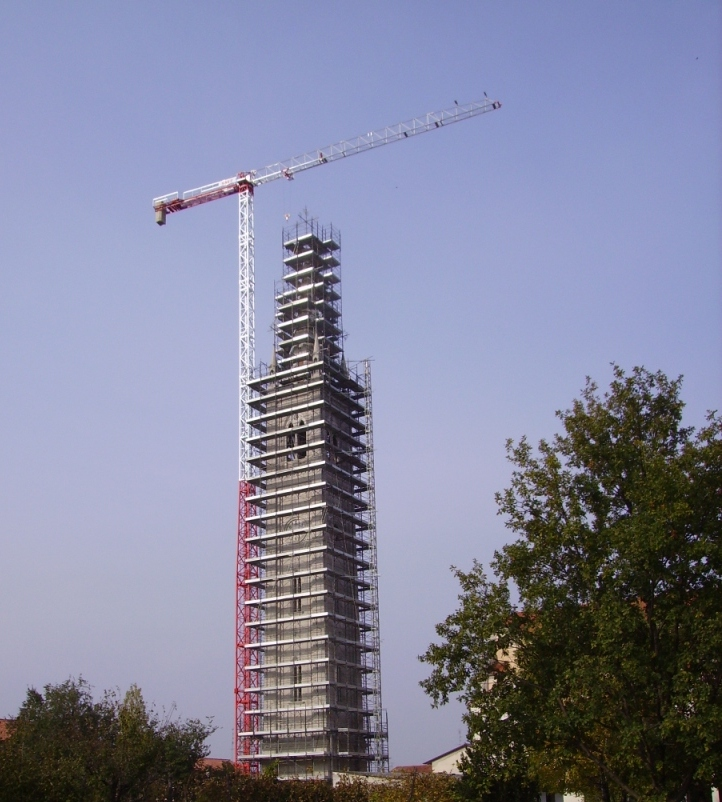
Il campanile durante i lavori di restauro.

Nel 2006 il campanile ha subito un lungo processo di restauro usando moderne tecniche ingegneristiche ed architettoniche. Per sollevare i carichi dei vari materiali utilizzati per il restauro fino alla cima del campanile, si è utilizzata una gru giunta dalla Spagna con un trasporto eccezionale.

## Manifestazioni ed eventi
A Bressa si svolge ogni due anni, nel primo fine settimana di novembre, la festa "Alla riscoperta della Civiltà contadina", durante la quale i tipici cortili del centro storico vengono aperti e si organizzano mostre, esposizioni sulla vita contadina, sugli usi e costumi della società friulana.
Questa manifestazione è organizzata dalla Pro Loco.
Ogni anno, durante la settimana di Ferragosto, si tiene la "Sagre sot i pins", una manifestazione con serate danzanti e concerti dove si possono mangiare piatti tipici friulani e altre specialità gastronomiche.